# LWAPP
LWAPP Lightweight Access Point Protocol o Protocolo Ligero para Puntos de Acceso es un protocolo de red utilizado para la gestión centralizada de  varios puntos de acceso en una red inalámbrica WLAN.El modo capa 2  de este protocolo ya es obsoleto, el modo capa 3 es el default en la mayoría de los dispositivos. 
Inicialmente desarrollado por Airespace y NTT DoCoMo y finalmente aprobado como estándar por la IETF en la RFC 5412.
El objetivo es: 
- Utilizar Punto de acceso lo más sencillos y baratos posibles. Se le quita todo el trabajo posible.
- Centralizar el trabajo de filtrado, QoS, autenticación y cifrado en un dispositivo centralizado.
- Proporcionar un mecanismo de encapsulación y transporte independiente del vendedor.

Capa 2 LWAPP
- Los APs pueden estar en la misma red que el WLC, como también en otras subredes.
- Transmite a  1500 byte s (MTU) y son encapsulados en UDP.
- Comunicación LWAPP entre los AP y las WLC de manera nativa.
- Todas las comunicaciones LWAPP entre los AP y las WLC están en frames encapsulados de Ethernet y no en paquetes IP.
- Se envía del AP al WLC se usa la dirección MAC del AP Ethernet como la dirección origen y la dirección MAC de WLC como dirección destino.
- Se envía del WLC al AP se usa la dirección MAC de WLC como dirección origen y la dirección MAC del AP Ethernet como dirección destino.

Capa 3 LWAPP
- LWAPP y los mensajes de datos usan un puerto efímero, gracias a un hash de la dirección MAC del AP como el puerto UDP.
- El control y los mensajes de datos son transportados en la red por IP en paquetes UDP.
- El único requisito es establecer la conexión IP entre los APs y WLC.
- Los mensajes de datos LWAPP usan el puerto UDP 12222, y el control de mensajes usa el puerto UDP 12223.

Estados del AP en Capa 2 LWAPP
Modo de Detección
Cuando un  AP descubre y agrega a un controlador, el AP pasa por varios estados:
- Se descubre  algún controlador
- El AP construye una lista de WLCs usando la búsqueda y el proceso de descubrimiento
- Selecciona el controlador que desea agregar de la lista.
- AP priming, ocurre cuando el AP es asociado con al menos un controlador.

Método  DHCP:
Usa la opción 43 de DHCP para aprender las direcciones IP. 

Método Domain Name System (DNS).'' 
Usa DHCP para obtener la información de la IP, incluyendo las entradas de un DNS.